# Kawayan
Kawayan (Bayan ng Kawayan) är en kommun i Filippinerna. Kommunen ligger på ön Biliran, och tillhör provinsen Biliran. Folkmängden uppgår till 17 507 invånare.

## Barangayer
Kawayan är indelat i 20 barangayer.
| - Baganito - Balacson - Bilwang - Bulalacao - Burabod - Inasuyan - Kansanok - Mada-o - Mapuyo - Masagaosao | - Masagongsong - Poblacion - Tabunan North - Tubig Guinoo - Tucdao - Ungale - Balite - Buyo - Villa Cornejo (Looc) - San Lorenzo |